# Деруэнт (водохранилище)
Деруэнт (англ. Derwent Reservoir) — среднее из трёх водохранилищ в Верхней долине Деруэнт на северо-востоке Дербишира в Англии. Он расположен примерно в 16 километрах как от Глоссопа, так и от Шеффилда. Река Деруэнт протекает сначала через водохранилище Хауден, затем через водохранилище Деруэнт и, наконец, через водохранилище Ледибауэр. Между ними она обеспечивает практически весь Дербишир водой, как и большую часть Южного Йоркшира и далее до Ноттингема и Лестера.
Водохранилище Деруэнт составляет примерно 2 километра в длину и пролегает, в основном, с севера на юг, от плотины Хауден на севере до плотины Деруэнт на юге. Небольшой остров находится недалеко от плотины Хауден. Река Абби-Брук впадает в водохранилище с востока.
В пике водохранилище занимает площадь 70,8 гектаров, а его самая глубокая точка находится на глубине 34,7 метра.

## История

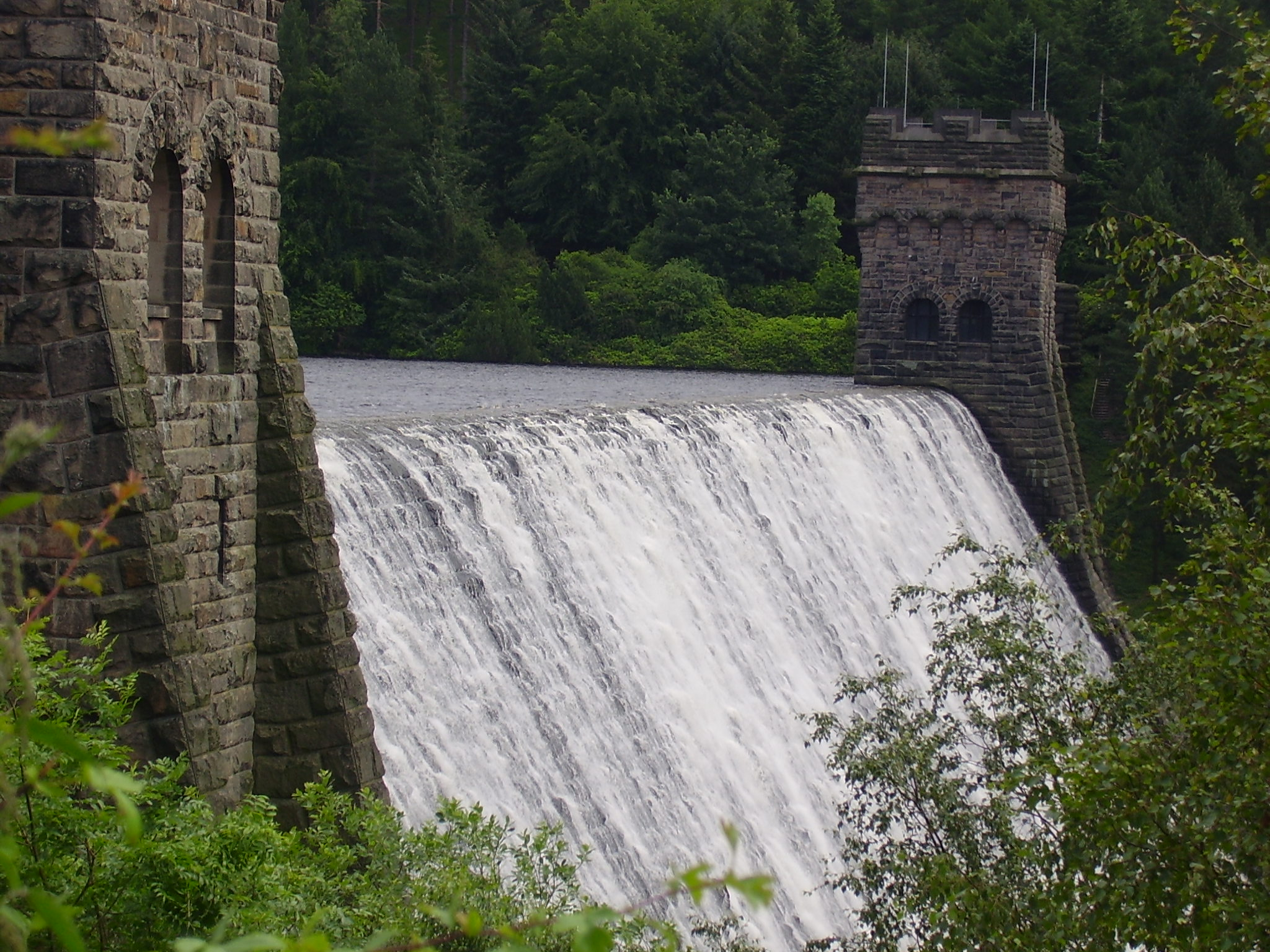
Плотины Дервент в полном потоке — 11 июля 2007 года

Промышленная революция и урбанизация XIX века создали огромный спрос на воду в промышленных городах Ист-Мидлендс и Западный Йоркшир. Близость Шеффилда и его соседей к Верхней долине Деруэнт были теми факторами, которые повлияли на решение перегородить долину, чтобы создать водохранилища Хауден и Деруэнт.
Строительство неоготический сплошной кладки плотины началось в 1902 году, через год после начала строительства Хауден, и оказалось гигантской задачей. Огромные камни, которые образовывали стены плотины были проведены по специально созданной железной дороге от каменоломен на Боул-Хилл (англ. Bole Hill) возле Гриндлфорда. Более 1000 рабочих жили в специально построенном городке под названием Birchinlee или «Оловянный город» (англ. Tin Town). Одна из металлических бытовок был сохранена и перенесен в село Хоуп, и в ней сейчас располагается парикмахерская. Рабочие, которые умерли во время строительства плотины были похоронены в церкви Бэмфорд.
Заполнение водохранилища началось в ноябре 1914 года, и переполнилось впервые в январе 1916 года, почти сразу же перейдя в обеспечение водой. Плотина может поддерживать суммарно 9,64 млн кубических метров воды.
Только через два года после завершения строительства плотины в 1916 году, было решено, что поток из водохранилища оказался недостаточным, чтобы поддержать местное население. В результате, между 1920 и 1931 рек Альпорта и Ashop были также отвлечены от Ashop долина в резервуар через туннели и Вентури лоток.
Отвлечение помогло сдержать воду при строительстве водохранилища Ледибауэр на юг, которое было построено между 1935 и 1945 годами.

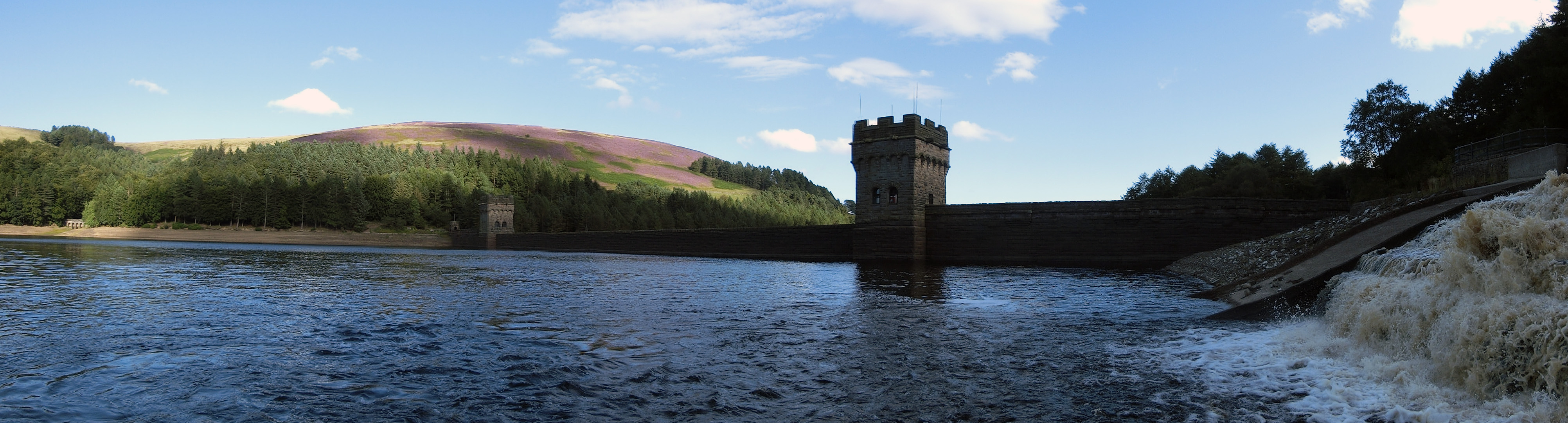
Плотина Деруэнт с вершины плотины, август 2017

## Железная дорога

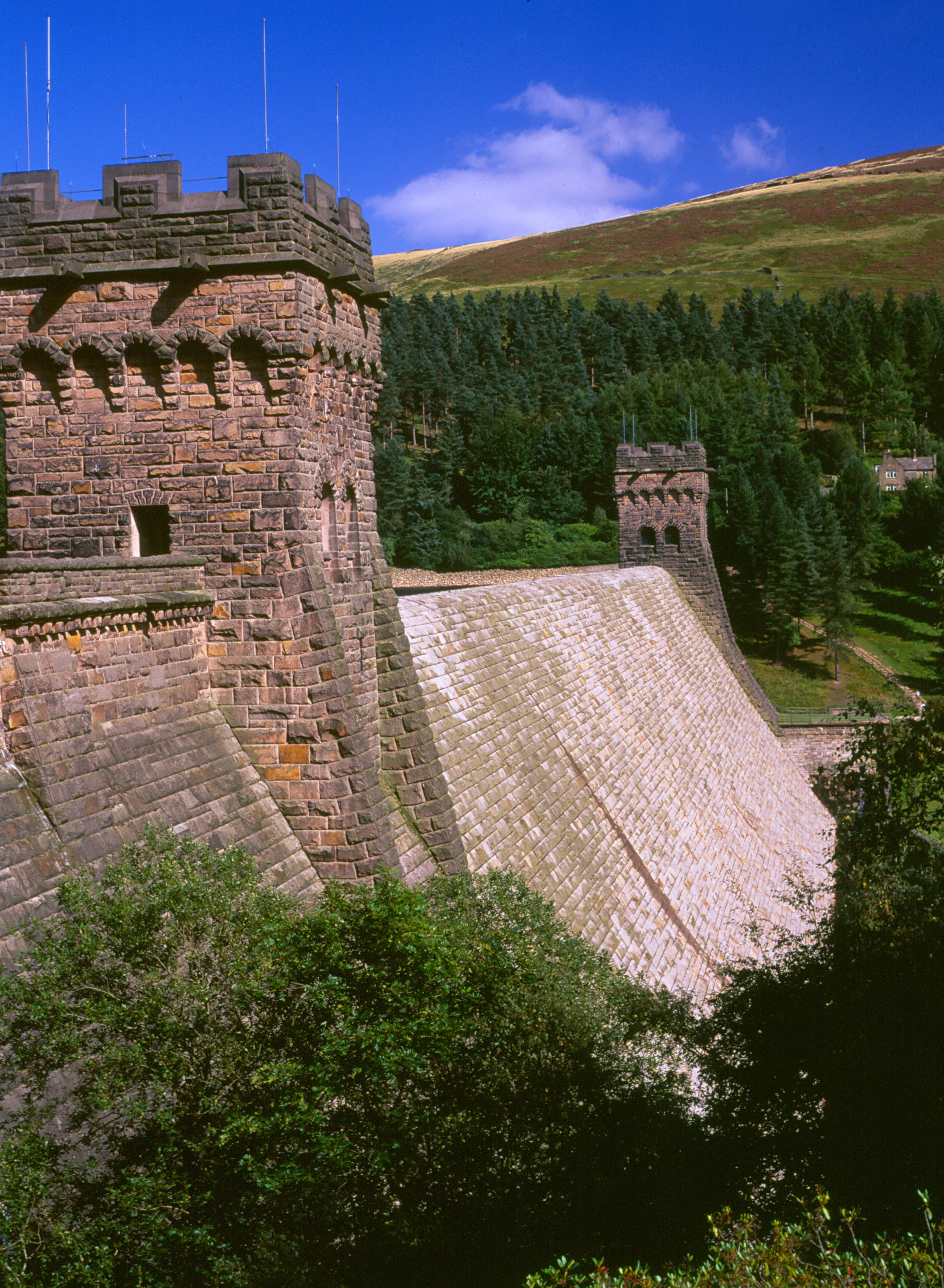
Стены плотины

В 1901—1903 годах была построена железная дорога со стандартной шириной колеи длиной 11 километров между деревней Бэмфорд в Хауден через южную сторону водохранилища для перевозки тысяч тонн камня, необходимого для строительства двух плотин. Вблизи южного края находились недавно открытый карьер Боле Хилл возле Гриндлфорда.
Остатки железной дороге все ещё можно увидеть рядом с водохранилищем Деруэнт, а также в западной части плотины Ледибоуэр где остались более 2,4 километров вырубки и троп, и известны среди местных жителей как «Маршрут» (англ. The Route). Современная дорога между Хауден и плотиной Деруэнт была построена поверх железной дороги.
После поставки более миллиона тонн камня карьер Боле Хилл был закрыт в сентябре 1914 года, вскоре после чего была остановлена и железная дорога. Участок железнодорожной магистрали между Хоуп и Йоркширским мостом был реконструирован в 1935 году в целях строительства плотины Ледибоуэр, но снова был закрыт в 1946 году.

## Сельская местность

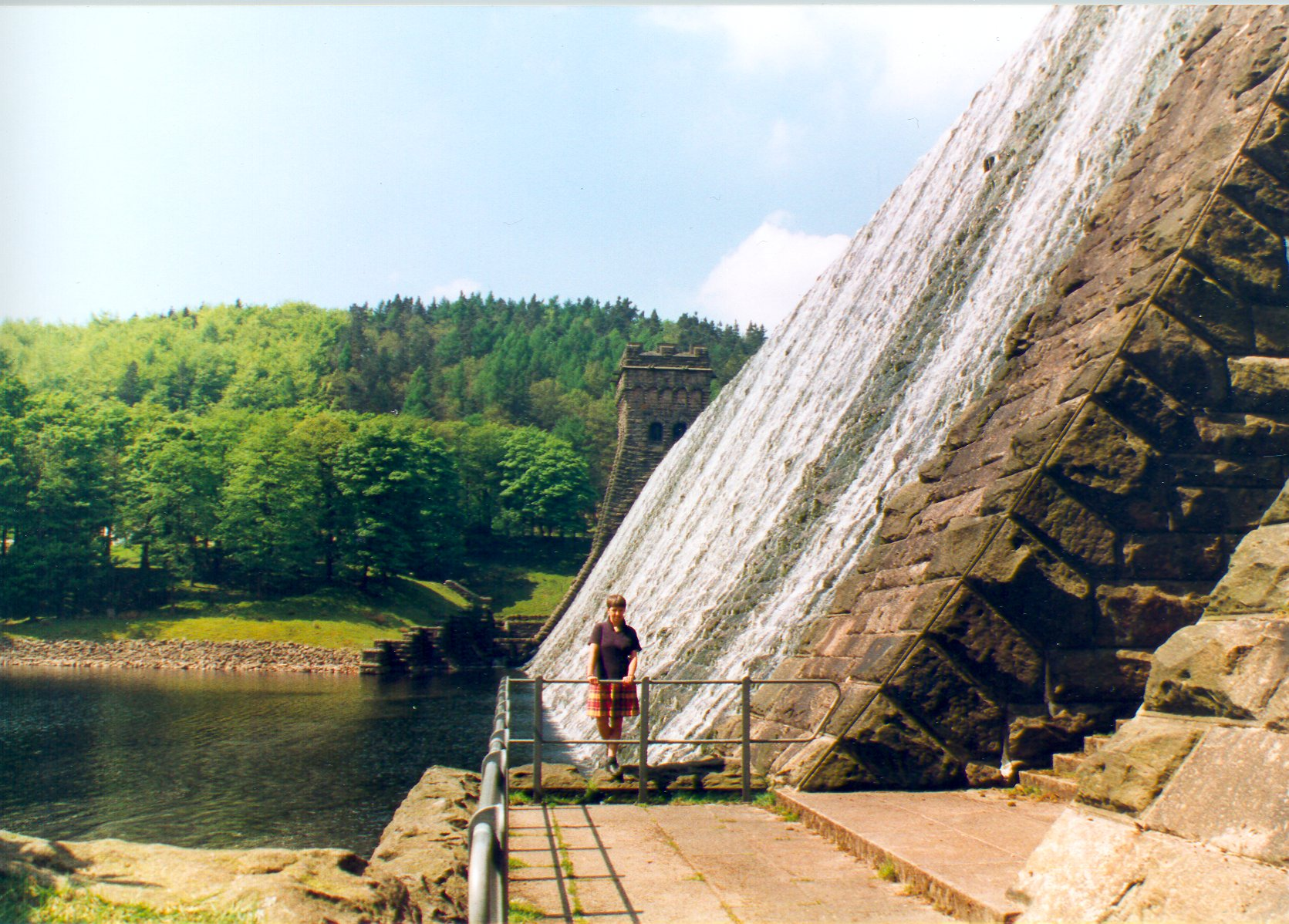
Основание плотины

Большинство земель вокруг водоема принадлежит Severn Trent Water, из них около половины занимает лес. Леса состоят преимущественно из лиственницы, сосны, и еловых пород, оставшаяся треть — это, в основном, платан, бук и дуб.
Холмы Пик-Дистрикт отданы под пастбище для овец, которое сдано в аренду местным фермерам. Торфяники и гравийные кромки, пересеченные пешеходными дорожками, открыты круглый год, за исключением выборочных сезонов стрельбы.

## Плотины
Во время Второй мировой войны водоем был использован пилотами 617-й эскадрильи для тренировки полетов на малых высотах, необходимых для операции Chastise (широко известной как налёты «Разрушителей плотин»), из-за сходства с немецкими плотинами. Сегодня на плотине есть мемориальная доска в честь 617-й эскадрильи, и одну из башен на дамбе занимает Музей долины Деруэнт. Выставка, которой владеет и управляет Виктория Халлам, рассказывает историю эскадрильи 617 и его подготовке к операции Chastise, а также содержит экспозиции, посвященные истории долины Деруэнт и утерянных деревень Деруэнт и Ashopton. Редкие воздушные парады от Battle Of Britain Memorial Flight на водохранилище также устраиваются в память о событиях во время войны. В сентябре 2014 года, уникальный воздушный парад прошел с двумя оставшимися летной годности Ланкастерами, один из Battle Of Britain Memorial Flight, и один из Канады, которые пролетели три прохода в строю.